# 1-я танковая армия (СССР)
1-я танковая армия (1-я ТА) — оперативное войсковое формирование (объединение, танковая армия) РККА в составе ВС СССР во время Великой Отечественной войны.

## Первое формирование
Сформирована 23 июля 1942 года на базе 38-й армии Юго-Западного фронта, понесшей тяжелые потери в харьковском наступлении в мае 1942.
Была включена в состав Сталинградского фронта (ком. — В.Н. Гордов). В боях в Большой излучине Дона (конец июля 1942) армия понесла тяжелые потери и 
была расформирована.

### Руководство
- Командующий войсками: Москаленко, Кирилл Семёнович, (июнь — август 1942 года)
- Член Военного Совета: Лайок, Владимир Макарович,  (июнь — август 1942 года)

### Состав
- 13-й танковый корпус
- 28-й танковый корпус
- 158-я танковая бригада
- 131-я стрелковая дивизия
- 399-я стрелковая дивизия
- 187-й противотанковый артиллерийский полк
- 304-й противотанковый артиллерийский полк
- 33-й гвардейский миномётный полк
- 1245-й истребительно противотанковый артиллерийский полк
- 223-й артиллерийский полк ПВО
- 242-й артиллерийский полк ПВО
- 56-я инженерная бригада
- 516-й отдельный сапёрный батальон

## Второе формирование
1-я танковая армия по директиве Ставки формировалась в феврале 1943 года для резерва Ставки на базе управления 29-й армии с использованием 3-го механизированного корпуса из состава Калининского фронта и 6-го танкового корпуса из состава Западного фронта. Командующим армией был назначен генерал-лейтенант танковых войск М. Е. Катуков.
— Дважды Герой Советского Союза  Маршал Советского Союза  Василевский А.М.  Дело всей жизни.Издание второе, дополненное. -  М: Издательство политической литературы, 1975.- С.324.
Вновь сформирована постановлением ГКО от 4 января 1943 года, в январе-феврале 1943 года на Северо-Западном фронте. В марте 1943 года перегрупирована в районе города Обоянь. 25 апреля 1944 года преобразована в 1-ю гвардейскую танковую армию.

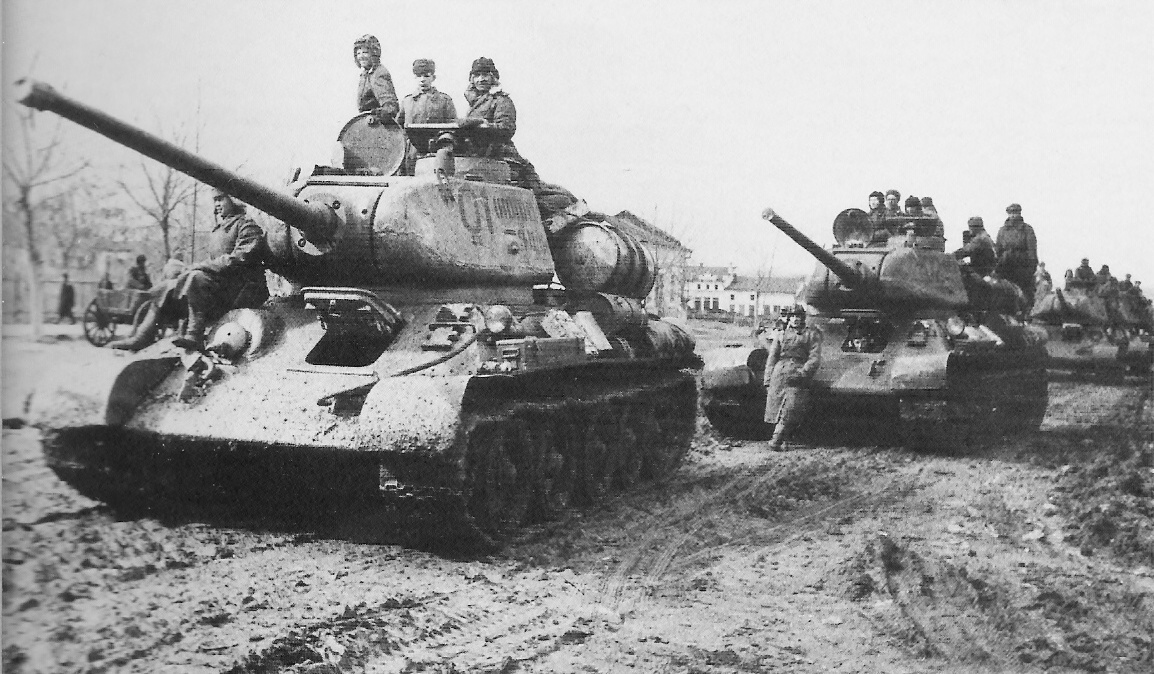
Колонна танков Т-34-85, зима 1943—1944 годов

### Командование
- Командующий войсками: генерал-лейтенант Катуков Михаил Ефимович (30 января 1943 года — 25 апреля 1944 года).
- Заместитель командующего: генерал-майор Баранович Ефим Викентьевич
- Начальник штаба: генерал-майор Дронов Николай Сергеевич, спустя некоторое время заменён генерал-майором Шалиным Михаилом Алексеевичем.
- Член Военного совета: генерал-майор, с 1944 года - генерал-лейтенант танковых войск Попель Николай Кириллович

### Состав
- 3-й механизированный корпус
- 6-й танковый корпус
- 6-я воздушно-десантная дивизия
- 9-я воздушно-десантная дивизия
- 11-я зенитная артиллерийская дивизия
- 14-я лыжно-стрелковая бригада
- 15-я лыжно-стрелковая бригада
- 20-я лыжно-стрелковая бригада
- 21-я лыжно-стрелковая бригада
- 22-я лыжно-стрелковая бригада
- 23-я лыжно-стрелковая бригада
- 64-я отдельная гвардейская танковая бригада (с 23 октября 1943 года)
- 112-я отдельная танковая бригада
- артиллерийская противотанковая истребительная бригада
- 59-я инженерно-сапёрная бригада
- разведывательный армейский полк
- 7-й отдельный танковый полк
- 62-й отдельный танковый полк
- 63-й отдельный танковый полк
- 64-й отдельный танковый полк
- два миномётных полка: 265-й и 270-й;
- 79-й гвардейский миномётный полк ( полк реактивной артиллерии) и 405-й Отд. гв. мин. дивизион;
- 216-й гвардейский миномётный полк (правильно — 316-й гвардейский миномётный полк (полк реактивной артиллерии), входил в состав до 4.07.1943);
- 395-й гаубичный полк
- 989-й гаубичный полк
- 552-й истребительно-противотанковый артиллерийский полк
- 1008-й истребительно-противотанковый артиллерийский полк
- 1186-й истребительно-противотанковый артиллерийский полк
- 83-й полк связи
- авиаполк
- 71-й моторизованный инженерный батальон
- 267-й моторизованный инженерный батальон

## Участие в боях
1 ТА в составе Сталинградского фронта участвовала в контрударе по прорвавшейся к Дону севернее Калача группировке противника. В начале августа 1942 года управление армии было обращено на формирование управления Юго-Восточного фронта, а войска переданы в другие армии. В составе войск Воронежского и 1-го Украинского фронтов участвовала в Курской битве, освобождении Правобережной Украины и юго-восточных районов Польши.
1 ТА(I):
Вышестоящие воинские части:
Сталинградский фронт (27.07.1942 - 06.08.1942)
Подчиненные воинские части:
30 полк связи (27.07.1942 - 06.08.1942)
армейская мастерская по ремонту средств связи
(27.07.1942 - 06.08.1942)
Военно-торговая база (27.07.1942 - 06.08.1942)
отдельный автомобильный взвод
(27.07.1942 - 06.08.1942)
516 "А" отдельный инженерный батальон
(27.07.1942 - 06.08.1942)
516 "Б" отдельный инженерный батальон
(27.07.1942 - 06.08.1942)
178 запасный стрелковый полк
(27.07.1942 - 06.08.1942)
98 автосанитарная рота (27.07.1942 - 06.08.1942)
75 эвакуационная рота (27.07.1942 - 06.08.1942)
24 отдельный батальон противотанковых ружей
(27.07.1942 - 06.08.1942)
подвижная армейская артиллерийская ремонтная мастерская 38
(27.07.1942 - 06.08.1942)
83 полк связи (27.07.1942 - 06.08.1942)
отдельная рота охраны (27.07.1942 - 06.08.1942)
321 стрелковая дивизия (27.07.1942 - 30.07.1942)
204 стрелковая дивизия (27.07.1942 - 02.08.1942)
131 стрелковая дивизия (27.07.1942 - 06.08.1942)
23 танковый корпус (27.07.1942 - 04.08.1942)
28 танковый корпус (27.07.1942 - 06.08.1942)
13 танковый корпус (27.07.1942 - 30.07.1942)
254 танковая бригада (30.07.1942 - 05.08.1942)
399 стрелковая дивизия (01.08.1942 - 06.08.1942)
223 зенитный артиллерийский полк
(01.08.1942 - 06.08.1942)
1 ТА(II):
Вышестоящие воинские части:
Особая группа войск под командованием генерал-полковника Хозина (07.02.1943 - 10.02.1943)
Воронежский фронт (07.02.1943 - 20.10.1943)
1 Украинский фронт (20.10.1943 - 25.04.1944)
Подчиненные воинские части:
отдельная стрелковая рота особого отдела НКВД
(07.02.1943 - 26.08.1943)
112 танковая бригада (07.02.1943 - 27.03.1943)
Военно-торговая база (07.02.1943 - 18.11.1943)
головной санитарный склад 1606
(07.02.1943 - 25.04.1944)
51 обмывочно-дезинфекционная рота
(07.02.1943 - 25.04.1944)
98 автосанитарная рота (07.02.1943 - 25.04.1944)
77 батарея (07.02.1943 - 25.04.1944)
67 эвакуационная (эвакотракторная) рота
(07.02.1943 - 25.04.1944)
отдельная рота охраны (07.02.1943 - 03.09.1943)
7 отдельный танковый полк (12.02.1943 - 05.06.1943)
Полевой армейский склад горюче-смазочных материалов (15.02.1943 - 12.03.1943)
180 отдельная рота автоцистерн
(17.02.1943 - 12.03.1943)
Сборный пункт аварийных машин(спам)
(18.02.1943 - 12.03.1943)
отдельная автотракторная рота
(18.02.1943 - 12.03.1943)
6 танковый корпус (20.02.1943 - 07.03.1943)
отдельная автотранспортная рота
(20.02.1943 - 12.03.1943)
251 отдельная автотранспортная рота подвоза горюче-смазочных материалов (02.03.1943 - 12.03.1943)
100 танковая бригада (17.04.1943 - 14.05.1943)
41 эвакуационная (эвакотракторная) рота
(28.04.1943 - 25.04.1944)
31 танковый корпус (28.05.1943 - 09.09.1943)
(10.09.1943 - 17.01.1944) (18.01.1944 - 28.01.1944)
180 танковая бригада (05.07.1943 - 11.07.1943)
309 стрелковая дивизия (07.07.1943 - 13.07.1943)
192 танковая бригада (07.07.1943 - 18.07.1943)
204 стрелковая дивизия (08.07.1943 - 12.07.1943)
86 танковая бригада (08.07.1943 - 07.08.1943)
70 отдельная стрелковая рота (26.08.1943 - 25.04.1944)
160 отдельная рота охраны (03.09.1943 - 25.04.1944)
243 отдельный запасной танковый батальон
(08.09.1943 - 25.04.1944)
11 стрелковый корпус (26.03.1944 - 13.04.1944)
67 стрелковый корпус (06.04.1944 - 14.04.1944)

## Командующие войсками (период)
- Москаленко К. С., (июнь — август 1942 г.)
- Катуков М. Е., (30 января 1943 г. — 25 апреля 1944 г..

### Комментарии
1. ↑  Из остатков 28-й армии Юго западного фронта была сформирована 4-я ТА[4]

### Сноски
1. ↑  Боевой путь армии и её герои. Дата обращения: 31 декабря 2011. Архивировано 29 июля 2012 года.
2. ↑  Радиоконтроль — Тачанка / [под общ. ред. Н. В. Огаркова]. — М. : Военное изд-во М-ва обороны СССР, 1980. — С. 665. — (Советская военная энциклопедия : в 8 т. ; 1976—1980, т. 7).
3. 1 2  Военный энциклопедический словарь (ВЭС), М., ВИ, 1984 год, 863 стр. с иллюстрациями (ил.), 30 листов (ил.);
4. 1 2  Erickson, 2003, с. 365.